# Eden Hartford
Eden Hartford (nacida como Edna Marie Higgins; 10 de abril de 1930 – 15 de diciembre de 1983) fue una actriz de cine estadounidense de 1957 a 1962. Fue la tercera y última esposa del comediante Groucho Marx desde 1954 hasta su divorcio en 1969. 
Nació siendo hija de Edgar Higgins y Beatrice Higgins (née Thomas) en Utah como Edna Marie Higgins, la más joven de tres hijos. Era miembro de la Iglesia de Jesucristo de los Santos de los Últimos Días. Su hermana mayor era la actriz Dee Hartford, quién se casó con el director de cine Howard Hawks.

## Muerte
Hartford murió en el Centro Médico Cedars-Sinaí en Los Ángeles, California en 1983, a los 53 años, debido a un cáncer de endometrio. Antes de su muerte vivía en Palm Springs, California.